# Frédéric Guilbert
Frédéric Guilbert, född 24 december 1994, är en fransk fotbollsspelare som spelar för Strasbourg.

## Karriär
Den 31 januari 2019 värvades Guilbert av Aston Villa, men lånades direkt tillbaka till Caen över resten av säsongen 2018/2019. Den 31 januari 2021 lånades Guilbert ut till Strasbourg på ett låneavtal över resten av säsongen 2020/2021. Den 31 augusti 2021 lånades han på nytt ut till Strasbourg på ett säsongslån.
Den 17 januari 2023 värvades Guilbert av Strasbourg, där han skrev på ett 3,5-årskontrakt.